# Timothy Fosu-Mensah
Evans Timothy Fosu Fosu-Mensah (ur. 2 stycznia 1998 w Amsterdamie) – holenderski piłkarz ghańskiego pochodzenia, występujący na pozycji obrońcy lub pomocnika. W latach 2017–2018 reprezentant Holandii.

## Kariera klubowa
W Manchesterze United zadebiutował 28 lutego 2016 roku w wygranym 3:2 meczu przeciwko Arsenalowi, zmieniając w 55 minucie spotkania Marcosa Rojo.
13 stycznia 2021 roku podpisał 3,5-letni kontrakt z Bayerem 04 Leverkusen.

## Kariera reprezentacyjna
6 maja 2016 roku znalazł się na szerokiej, 31-osobowej liście powołanych do seniorskiej Reprezentacji Holandii na towarzyskie mecze przeciwko Irlandii, Polsce i Austrii. 18 maja lista ta została skrócona do 26 zawodników, wśród których nie było Fosu-Mensaha. Ze względu na pochodzenie rodziców, Fosu-Mensah mógł również bronić barw Ghany. W reprezentacji Holandii zadebiutował 31 sierpnia 2017 w przegranym 0:4 meczu z Francją.

## Statystyki

### Klubowe
(aktualne na dzień 13 stycznia 2021)
| Klub                  | Sezon              | Liga               | Liga  | Liga   | Puchar Anglii | Puchar Anglii | Puchar ligi | Puchar ligi | Europa | Europa | Inne  | Inne   | Suma  | Suma   |
| Klub                  | Sezon              | Liga               | Mecze | Bramki | Mecze         | Bramki        | Mecze       | Bramki      | Mecze  | Bramki | Mecze | Bramki | Mecze | Bramki |
| --------------------- | ------------------ | ------------------ | ----- | ------ | ------------- | ------------- | ----------- | ----------- | ------ | ------ | ----- | ------ | ----- | ------ |
| Manchester United     | 2015/16            | Premier League     | 8     | 0      | 2             | 0             | 0           | 0           | 0      | 0      | –     | –      | 10    | 0      |
| Manchester United     | 2016/17            | Premier League     | 4     | 0      | 2             | 0             | 1           | 0           | 4      | 0      | 0     | 0      | 11    | 0      |
| Crystal Palace (wyp.) | 2017/18            | Premier League     | 21    | 0      | 1             | 0             | 2           | 0           | –      | –      | –     | –      | 24    | 0      |
| Fulham (wyp.)         | 2018/19            | Premier League     | 12    | 0      | 0             | 0             | 1           | 0           | –      | –      | –     | –      | 13    | 0      |
| Manchester United     | 2019/20            | Premier League     | 3     | 0      | 1             | 0             | 0           | 0           | 2      | 0      | –     | –      | 6     | 0      |
| Manchester United     | 2020/21            | Premier League     | 1     | 0      | 0             | 0             | 0           | 0           | 2      | 0      | –     | –      | 3     | 0      |
| Bayer 04 Leverkusen   | 2020/21            | Bundesliga         | 0     | 0      | 0             | 0             | –           | –           | 0      | 0      | –     | –      | 0     | 0      |
| Ogólnie w karierze    | Ogólnie w karierze | Ogólnie w karierze | 49    | 0      | 6             | 0             | 4           | 0           | 8      | 0      | 0     | 0      | 67    | 0      |

## Sukcesy

### Manchester United
- Puchar Anglii: 2015/2016
- Puchar Ligi Angielskiej: 2016/2017
- Liga Europy: 2016/2017